# Calycopis sethon
Calycopis sethon är en fjärilsart som beskrevs av Butler och Druce. Calycopis sethon ingår i släktet Calycopis och familjen juvelvingar. Inga underarter finns listade i Catalogue of Life.